# Mali Izvor (gmina Boljevac)
Mali Izvor (cyr. Мали Извор) – wieś w Serbii, w okręgu zajeczarskim, w gminie Boljevac. W 2011 roku liczyła 455 mieszkańców.